# ボンバーキング
『ボンバーキング』（BOMBER KING）は、ハドソンが開発し1987年8月7日に発売されたファミリーコンピュータ（以下FC）用アクションゲーム。「マル超シリーズ」の第1弾。日本国外ではROBO WARRIORのタイトルで、Nintendo Entertainment System用にジャレコが販売元で発売。
その後MSX版が1988年に発売され、続編として、サンソフトからゲームボーイ用ソフト『ボンバーキング シナリオ2』（1991年）が発売された。

## ゲーム内容
爆弾で障害物となるブロックを破壊しながら先に進むという点ではボンバーマンシリーズ（以下『ボンバーマン』）と同じであるが、ゲームシステムなどは『ボンバーマン』とは大幅に異なっている。またグラフィックも、主人公をはじめ全体的に機械的・生物的な外見をした、SFの要素が強く現れている。
大きな相違点は以下の通り。
1. 残機（プレイヤーストック）制ではなく、ライフ制になっている。
2. 時間経過とともにライフが減っていく。
3. 爆弾の使用回数が有限である。
4. 爆風が円形に広がる（上下左右と斜め方向にそれぞれ1マス）。
5. 爆弾が爆発するまでの時間が極端に短い。
6. 爆弾を置くと、自動的に主人公が後退する。

また、パスワードのような電源オフ後の再開機能がない。

## システム
ステージにはいくつか種類があるが、どのステージでも敵を倒し、ブロックを破壊しつつ進んで右端にある出口から脱出することが目的となる。出口はアイテムの「カギ」を取ると開いて入れるようになる。
『ボンバーマン』と違って制限時間はないが、主人公にはライフが設定されており、これは敵の攻撃だけでなく時間の経過によっても減少する。ただしライフは特定のアイテムにより回復が可能で、ステージクリア時にも全回復する。前述の通り残機制ではないため、ライフが尽きるとその場でゲームオーバーになる。リセットボタンを押すか電源を切るかしない限りコンティニューが可能だが、持っていたアイテムは減らされスコアも0となり、一定の法則の元、前のステージに戻っての再開となる（詳細は#ステージおよび#セレクトアイテムを参照）。

### 主人公の性能
前作では地形の関係上、主人公は上下左右にしか動けなかったが、本作では斜めにも移動することができる。また本作の主人公は、爆弾だけでなくビーム（飛び道具）も使うことができる。
爆弾
ブロック（障害物）を破壊する主な手段、攻撃範囲は周囲8マスで、隣接するブロックが全壊、斜め隣のブロックが半壊する。半壊グラフィックは爆風の向きに応じて個別に用意されており、爆風を浴びた斜め部分が破壊された形になるが、同じ方向から爆風を浴びせても完全に破壊できる。攻撃力は高くボス以外の敵なら一撃で倒せるが、『ボンバーマン』と同じく主人公も爆風を浴びるとやられてしまう（正確には大きなダメージを受けるというだけで、ゲームが進めば一発ではやられなくなる。詳細は後述。）。
本作では爆弾の数には限りがあるので、残り個数にも気をつけなくてはならない。ザコ敵を倒すと必ず落とすので、これで補充が可能（1個）。右方向からは常に飛行タイプの敵が出現するので、これを効率よく倒して爆弾を補充することも重要である。他に、ブロックなどに隠された特定のアイテムを取ることでも補充できる（10個）。
『ボンバーマン』と違い、攻撃範囲も威力も固定。連続して設置できるのは2つまでだが、本作では同一の場所に重ねて設置することができる。また誘爆することはなく、ブロックとしての判定も持っていないため、すり抜けることも可能ではある。
前述のとおり、爆弾を置くと自動的に主人公が後退するので、『ボンバーマン』のように歩きながら爆弾を置くと一度後退してから爆弾に向かって突進することになり、ほぼ確実に自滅することになる。誤操作による自爆を防ぐには、周囲の安全を確認し、退路を確保してから逃げたい方向に背を向けて爆弾を置く必要がある。
ビーム
無制限に使用できるため、実質的に敵を倒すための通常武器となる。3連射が可能で、通常は主人公の前方に向かって放たれる。主人公は斜め移動中も上または下を向くため、斜めに撃つことはできない。威力は低く、何発も撃ち込まないと倒せないザコ敵もいる。

### トラップ等
特殊ステージやボーナス面のほかに、以下のようなフィーチャーがある。
水地形（川・池）
不用意に入るとナイトは沈み始め、数秒間で残りライフに関係なくゲームオーバーとなってしまう危険な地形。ここを越えるにはウォータープルーフが必要だが、幅が狭ければアイテムなしで渡りきる事も可能。沈んでいる間はナイトの移動速度が低下する上にアイテム使用・選択ができなくなる。
マジックブロック
破壊不可能なブロックに擬態した、耐久力のあるブロック。耐久力は爆弾2～7発分と場所により異なる。通常の爆弾でしか壊すことはできず、その他の武器は一切効かない。ごく一部、カギやメガトン爆弾などのアイテムが隠されているものもある。
ダブルポイント
特定の水地形の中に隠されているボーナスポイント。ここに来ると画面がフラッシュし、セレクトアイテム（ウォータープルーフ・ランプ・メガトン爆弾を除く）と爆弾の数が2倍になる。更に、その場の敵も全滅する。マジックブロックで塞がれている場合が多い。

### その他
本作にはRPGのような成長システムが存在し、スコアが一定の値になるごとに主人公がレベルアップするようになっている。レベルが上がるとライフの最大値が上昇し、最終的には爆弾の爆風2発程度には耐えられるようになる。レベルアップの条件となるスコアは以下のとおり。コンティニューでスコアが0になっても、このレベルはそのままになる。ちなみに爆弾で受けるダメージは「10万ポイント」。このシステムについては説明書にも全く記載がなく、ゲーム内でも現在のレベルを数字などで直接確認することはできない。
| レベル | 必要スコア | ライフ最大値 |
| ------ | ---------- | ------------ |
| 1      | 0          | 10万         |
| 2      | 80,100     | 12万5千      |
| 3      | 180,100    | 15万         |
| 4      | 300,100    | 17万5千      |
| 5      | 500,100    | 20万         |
| 6      | 800,100    | 22万5千      |
| 7      | 1,000,100  | 25万         |
| 8      | 1,200,100  | 27万5千      |

## アイテム
敵が出す爆弾以外のアイテムは全て赤いパネル状になっており、本作ではストックしておいて任意に使用できるものもある。アイテムは基本的に破壊可能ブロックの中に隠されている。しかし爆弾の所持数と爆風の範囲の制限の為、悠長にブロックを破壊する余裕が無く、アイテムを入手する機会が限られることも難易度を上げている一因といえる。なお、『ボンバーマン』と違って爆弾の爆風で壊れることはない。

### 非セレクトアイテム
『ボンバーマン』と同様、取った瞬間に効果が発動するアイテム。秘宝とカギ以外は破壊可能ブロックの中からランダムに出現するほか、地下ボーナス面でも手に入る。
スーパーボム
導火線の付いた丸い爆弾が描かれたパネル。取ると爆弾が10個補充される。決まった場所に配置されているものもある。
パワーボール
アルファベットの「P」が書かれたボールが描かれたパネル。取るとビームの射程（アイテムセレクト画面に「RANGE」で表示）が1ブロック分伸びる。ゲームオーバーになると初期状態に戻る。
タイムエキスパンド
ライフの表示のような棒が描かれたパネル。取るとライフが最大値の10%分回復する。
（超）（まるちょう）
「超」の漢字（日本国外版では盾）が書かれたパネル。取ると約15秒間バリアが付いて無敵となり、ザコキャラを体当たりで倒せるようになる。ただし水地形への水没や時間によるライフの減少は防げない。
ハチ助
ハドソンのマスコット「ハチ助」が描かれたパネル。セレクトアイテム（ウォータープルーフ・ランプ・メガトン爆弾を除く）のどれか一つがランダムで手に入る。
アワードメダル
缶のようなものが描かれたパネル。前述の通りショップで使う通貨のようなアイテムで、集めた数に応じてアイテムを購入できる。
ポイントアイテム
漢数字（日本国外版では星）が書かれたパネル。「百/一つ星（100点）」「千/二つ星（1,000点）」「万/三つ星（10,000点）」「十万/四つ星（100,000点）」の4種類があり、取るとそれに応じたスコアが加算される。
秘宝
台座に乗った水晶のようなものが描かれたパネル。前述のとおり、取るとループステージのループが解除される。隠された場所は決まっている。
カギ
その名のとおりカギが描かれたパネル。取るとステージの出口が開く。本作は一方向スクロールであるため、必ず右端の画面にある。秘宝と同様、決まった場所に隠されている。

### セレクトアイテム
取るとセレクト画面にストックされ、任意のタイミングで使用できるアイテム。大抵はセレクトボタンでセレクト画面を呼び出しAボタンで選択、その後もう一度Aボタンを押すと効果を発揮する。キャンドル～クロスファイアの7つは、非セレクトアイテムと同様にブロックから出現したり、地下ボーナス面に存在する。ウォータープルーフ以下の3つはレアアイテムとも呼べるもので、決められた場所にのみ隠されていて数も少ない。コンティニューすると、これらのアイテムはすべて半分に減る（端数は切り上げ）。
キャンドル
その名のとおり蝋燭が描かれたパネル。ブラックステージのような暗闇で使うとナイトの周囲（5×5から四隅を除く範囲、主人公を含む21ブロック分の面積）を明るく照らし、地形やアイテムが見えるようになる。効果は25秒間ほど持続する。決まった場所に配置されているものもある。
なおこのアイテムと下記のランプは、選択したままゲーム画面に戻るだけで発動する。
エキストラ
アルファベットの「E」が書かれた機械が描かれたパネル。使うとライフが全回復する。決まった場所に配置されているものもある。
タイムストッパー
ストップウオッチのような時計が描かれたパネル。使うと敵全体を10秒間（モンスターステージでは1秒間）ほど停止出来る。
スーパーチャージャー
靴が描かれたパネル。使うとナイトの移動速度が25%上昇する。効果の持続時間は20秒間。
ハイパーミサイル
ミサイルが描かれたパネル。使うとナイトの体が向いている方向へ一直線に飛んでいき、軌道上のすべての敵・ブロックを破壊する。また、ボスキャラにもある程度のダメージ（爆弾の2倍）を与えられる。ただし破壊不可能なブロックやボスキャラに当たると消えてしまううえ、マジックブロックにはダメージを与えることができない。決まった場所に配置されているものもある。
フラッシュ
稲妻が描かれたパネル。使うと画面上のザコ敵が全滅する。ボスキャラにも若干のダメージ（爆弾の1/2、特定のボスのみ爆弾と同じ）を与えられる。
クロスファイア
ビームが4方向に飛んでいる絵が描かれたパネル（ファミコンの十字キーにも似ている）。その絵のとおり、使うと上下左右の4方向に同時にビームを放てるようになる。効果の持続時間は35秒間。なお、効果時間中は連射数が2連射になる。
ウォータープルーフ
浮き輪が描かれたパネル。使うと水地形に沈まなくなり、歩いて渡れるようになる。ただし効果は20秒間で切れるので、長時間水上にいるときは時間切れの前に再度使う必要がある。時間切れ寸前になると足元の水しぶきが点滅するので、これで有効時間を見極めることが可能。ランプやメガトン爆弾とは違い通常のブロックの中にも存在するが、場所は全て決まっておりランダムでは出現しない。
ランプ
その名のとおり、ランプが描かれたパネル。キャンドルの上位版で範囲は画面全体に及び、更にそのステージに限り効果は切れる事がない。
メガトン爆弾
ウォータープルーフに似ているが、中央に穴のない円盤状のものが描かれている。威力、範囲ともに最強の攻撃アイテムで、使うと画面上すべての敵とブロックを破壊できる。また、ボスキャラにもかなりのダメージ（通常の爆弾の4倍）を与えられる。ただし破壊不可能なブロックはもちろん、マジックブロックにも効果は無い。

## ストーリー
アルタイル紀元2036年、突如として惑星アルタイルに寒い冬が訪れ、人々は大混乱へと陥った。その原因は、異次元生命体が惑星に侵入したことにある。異次元生命体を退治し、緑の大地を取り戻すため、戦闘用アンドロイド「ナイト」が惑星アルタイルに降り立った。

## ステージ構成
オープニングステージを含めて全部で27あり、最終ステージをクリアすればエンディングが流れてゲーム終了となる。前作のステージは横2画面分ほどであったが、本作のステージの多くは横4～11画面分と長いものになっている。ただしステージ内を自由に行き来できる『ボンバーマン』とは異なり、右への一方向スクロールで後戻りはできない。またボスステージや地上ボーナス面など、スクロールしない固定画面のステージも存在する。背景のグラフィックも1種類のみでなく、岩と木、円筒・円錐状の人工物、神殿のような柱など様々なパターンがある。
ステージ構成はPCエンジン版以降の『ボンバーマン』に似ており、1つまたは複数のステージによってピリオドという単位が形成されている。このためステージ名は「PERIOD X-X」という表記になっており、コンティニューの際は各ピリオドの最初のステージからの再開となる。
通常のステージのほかに、以下のような特殊ステージや「ボーナス面」と呼ばれるものもある。
ループステージ
ステージ途中から同じ地形が延々と続くステージ。ループを解除するには「秘宝」というアイテムを入手せねばならない。最初のステージがいきなりループステージであるという事もゲームの難易度を物語っていると言える。
ブラックステージ
全体が真っ暗なステージ。明かりとなる特定のアイテムが無いと、地形やアイテムを見ることができない。ただし敵や敵の弾はそのままでも見ることができる。上記のループステージが複合されているものもある。
モンスターステージ
所謂ボスステージ。ボスキャラクターとなる耐久力の高い敵（本作では「モンスター」と呼称）が待ち受けている。すべて固定画面でスクロールはせず、カギはボスを倒すことで出現する。このステージに限り、時間の経過によるライフの減少が起こらない。
地下ボーナス面
特定の場所にある階段から入れるステージ。階段は大抵破壊可能ブロックの中に隠されているが、最初から出ているものもある。ここにはアイテムが大量に落ちているが、ブラックステージと同じく真っ暗なうえ敵も出現する。ただし障害物やトラップは全く無い。
脱出するには別の階段を探さねばならない。出口となる階段は出現地点と同じ高さ（Y座標）にあるので、アイテムの回収を考えなければ入ってから真っ直ぐ右へ進めば出ることができる。一度出ると階段が消えるため、同じ場所に二度入ることはできない。ただしループステージでは秘宝を取らずにループさせることで階段が復活する。
地上ボーナス面
画面上方にある特定の入口から入れるステージ。上方の外壁の中には破壊できるものが混じっている場合があり、ここから進入できる（一部最初から入口が開いているものもある）。地下ボーナス面とは違い、固定画面で中には石像が並んでおり、破壊するとアイテムが出現する。ただし何も出ないハズレが混在している場所もあり、これを破壊すると他の石像のアイテムが消失してしまう。また一度入って出た場合もアイテムは消失する。
石像の配置と中身は場所によって決まっている。なおループステージでループさせても、ここのアイテムは復活しない。
ショップ
各ピリオドの最後のステージをクリアすると入ることができる。ステージ中で入手した「アワードメダル」と引き換えにアイテムが購入できる。

## 敵キャラクター
前作の敵は上下左右にしか動かず、攻撃手段も体当たりのみであったが、本作では曲線を描いて動いたり弾を撃ったりするものもいる。また前述の通り、ボスクラスの強力な敵もいる。以下の記述ではザコキャラクター・ボスキャラクターとも、名前のあとのカッコ内に撃破時の得点を記す。

### ザコキャラクター
全部で14種類登場するが見た目が違うだけで能力が同じという敵もいて、登場するステージによって2つのグループに分けられる。以下の記述では同じ能力の敵をまとめて解説し、名前部分は（通常ステージ中心に登場するグループ）／（ブラックステージ中心に登場するグループ）の順で表記する。なお、違うグループの敵が同時に出現する事はない（例えば、メカバードとタンクIは同時に出現しない）。特記以外の敵はビーム1発で倒すことが可能。主人公がレベルアップすると、それに伴って動きが速くなるなど、攻撃が激しくなる。
バード／メカバード（100点）
バードは名前どおり鳥のような生物で、メカバードは球や円柱が組み合わさった機械。ブロックをすり抜け、画面右側から左へ一直線に飛んできて、ナイトめがけて弾を撃ってくる。なお、攻略本には「本体に攻撃力はなく、5回体当たりすることでも倒せる」とある。
デルタI／デルタII（200点）
デルタIは三角形の結晶のような姿で、デルタIIは円盤のような機械。バード・メカバードとほぼ同様の敵で、波形に動くため前進のスピードが若干遅いという点のみが異なる。
ホネバルバ／カルゴバルバ（100点）
ホネバルバは尾のような骨のついた頭蓋骨で、カルゴバルバはエスカルゴというよりオウムガイのような姿をしている。上下左右にウロウロ動き回るだけで攻撃はしてこないが、移動速度はわりと速い。
アンドロイドI／アンドロイドII（200点）
機械の敵。名前に反して人型ではなく、アンドロイドIはタコに、アンドロイドIIはイカに多少似ている。上下左右に動き回り、ナイトめがけて弾を撃ってくる。若干耐久力があり、ビームを5発撃ちこまないと倒せない。
タンクI／タンクII（400点）
タンクIは目玉（？）に機械の3本足がついたような姿で、タンクIIは塔か人工衛星のような姿をしている。上下左右に低速で動き、ナイトと縦軸または横軸が合うとミサイルを放って攻撃してくる。このミサイルは攻撃力が高く、当たると5万ポイント（初期状態のナイトの最大ライフの半分）という大ダメージを受ける。耐久力もザコキャラの中では最も高く、ビームでは20発撃ちこまないと倒せない。
ブロックアメーバI／ブロックアメーバII（200点）
ブロックアメーバIはひとつ目のスライム状の敵、ブロックアメーバIIは中に正八面体のような結晶が入ったスライム状の敵。上下左右に動き、ナイトが近づくと膨れあがって破裂し、破壊可能ブロックを設置する。同時にウィスプイーター／ワンズイーターが出現する場合もある。
ウィスプイーター／ワンズイーター（200点）
ウィスプイーターは幽霊を思わせる姿、ワンズイーターは炎に包まれた頭蓋骨のような姿。上記のブロックアメーバの変身によって出現する。出現直後にナイトめがけて体当たりしてくるものと、出現地点周辺を飛び回って置かれたアイテムを食べて（持ち去って）しまうものがいる。どちらもビーム10発分の耐久力を持つ。

### ボスキャラクター
ボスキャラクターは全部で7種類。いずれも耐久力が高く、倒すには爆弾でも10発弱～20数発必要で、ビームでは体力の200～300分の1ほどという微々たるダメージしか与えられない。倒すとカギを残して消える（アースブレインのみカギは出さず、倒したその場でステージクリアとなる）。
合体アメーバ（30,000点）
3-3に登場する、目と口がついた巨大なスライム状の怪物。ランダムに8方向に動き、小型のアメーバを生み出してナイトに仕向けてくる。
ドラゴン（50,000点）
5-3に登場する、井戸から顔を出したヘビ状体形のドラゴン。首を素早く動かしながら炎を吐き、画面上方からは稲妻を発生させて攻撃する。弱点は頭部。ゲームプレイ風景の流れるデモ画面の一つにも登場する。
アクアブレイン（100,000点）
6-4に登場する、側面にドーム状機器のついた機械。ランダムに8方向に動き、上部から放物線状に青い卵を放つ。卵は地面に落ちると小型のクジラのような生物に変わり、ナイトの方へ突っ込んでくる。ボス本体のスピードは遅い。
ライアン（120,000点）
7-3に登場する、ライオンを思わせる二つの頭と翼を持った怪物。素早く飛び回り、火の玉を吐いて攻撃してくる。時おり画面上方へ飛び去って、画面外から火の玉を吐くこともある。上半分が水地形になった危険なフィールドでの戦闘となる。
ファイアブレイン（150,000点）
7-5に登場する、上部に炎のついた機械。ランダムに8方向に動き、上部から火の玉を放つ。火の玉は地面に落ちると炎のコウモリのような生物に変わり、ナイトに纏わりつくように追いかけてくる。アクアブレインよりも移動スピードが速い。
ゴーレム（180,000点）
8-4に登場する、石でできた巨人。地面を踏み鳴らしながら8方向に動き、ナイトめがけて次々と岩を投げつけてくる。
鈍重そうな外見とは裏腹に機動力が高く、投げつけてくる岩のスピードも速い強敵。
アースブレイン（300,000点）
8-5に登場する、本作の最終ボス。人の顔のような形の機械で、半分が骸骨のようなデザインになっている。動きはアクアブレインと似ているが、頭頂部からは放物線状に弾を、口からはナイトめがけて突っ込んでくるヘビ型生物を吐き出してくる。

## 主題歌
メインBGM「ボンバーキングのテーマ」
作詞：不明／作曲：国本剛章／歌：高橋名人
本作のメインステージのBGMは、「ボンバーキングのテーマ」という名の本作のテーマソングでもあり、主題歌として歌詞も設定されている。ファミコン版では、最初の1-1をクリアすることによりタイトル画面のセレクトに「THEME SONG」が出現し、テーマソングに合わせて歌詞が表示される「カラオケモード」があった。尚、ゲーム内で表示される歌詞は1番だけだが、歌詞自体は2番まで存在する（説明書に記載）。
また、発売時には「カラオケ･ビデオコンテスト」というキャンペーンも開催されており（説明書内でも告知）、ユーザーがカラオケモードで歌いながらゆかいなパフォーマンスをしている所を、ビデオで撮影してハドソンへ送るという企画であった。このキャンペーンで応募された映像は、発売元のハドソンが当時スポンサーをしていた番組『高橋名人の面白ランド』で紹介されていた。

## 移植版
| No. | タイトル       | 発売日 | 対応機種 | 開発元   | 発売元   | メディア     | 型式    | 備考                                                                   |
| --- | -------------- | ------ | -------- | -------- | -------- | ------------ | ------- | ---------------------------------------------------------------------- |
| 1   | ボンバーキング | 1988年 | MSX2     | ハドソン | ハドソン | ロムカセット | XR-1043 | カセットテープにデータ保存することでハードの電源を切っても再開が可能。 |

## 開発
ハドソン東京支社で『コリドール』の審査を担当した桜田名人のtwitterによると、元々は『コリドール』の名で外部（おそらくはエイコムだが、tweet時点から30年前以上の事なのでハドソン関係者も覚えていない）からハドソンに持ち込まれた企画で、購入を決定したもののそのままではバグだらけであったことから、ハドソン北海道本社に送られ笹川敏幸によって大幅に作り直された。テーマソングの「ここはコリドー」にその名残がある。
その後、笹川によって作り直された、『コリドール』のバージョン2に相当する「笹川2号」（ハドソン社内でのコードネーム）が『ボンバーキング』として世に出ることになった。当時のゲーム雑誌の発売予定コーナーにこのコードネームのまま掲載されたこともある。「爆弾を使っているから」と言うことで『ボンバーマン』シリーズと関連付けられたが、元々は『ボンバーマン』シリーズとは無関係だった。

### スタッフ
- 原作、ディレクター：おおたひろし
- ゲーム・デザイナー：竹森得泰
- プログラマー：笹川敏幸、おかだひろゆき
- キャラクター・デザイナー：山本次行、松浦浩司、輪島智美、桑原美生
- 音楽：井上大介、国本剛章
- サウンド・デザイナー：滝本利昭
- 開発アドバイザー：なかしまけんじ、浦敏治
- スペシャル・サンクス：MOTCHI、KINNOJI、岩渕貴幸、HAPPY MATSUNAGA
- パッケージデザイン：増尾隆幸

## 評価
ゲーム誌『ファミコン通信』の「クロスレビュー」では、6・7・7・6の合計26点（満40点）、『ファミリーコンピュータMagazine』の読者投票による「ゲーム通信簿」での評価は以下の通り18.62点（満30点）となっている。
| 項目 | キャラクタ | 音楽 | 操作性 | 熱中度 | お買得度 | オリジナリティ | 総合  |
| 得点 | 3.30       | 3.34 | 2.89   | 3.19   | 2.81     | 3.09           | 18.62 |

## 備考
- 本作には「セレクトアイテムが使い放題になる」という裏技が存在する。『コロコロコミック』1987年9月号では、その技の存在を明かした上で実行に必要な全条件のヒントを掲載し、正確な手順を読者から募集する『裏技発見コンテスト』を開催していた。その後発売された小学館の「ファミコン攻略ブック ボンバーキング完全攻略法」ではその方法が袋とじの部分にて公開されていたが、完全に載ってはおらず、6つの条件のうち3つ（ナイトの向き、コントローラーIIの十字キーの方向、最後に倒した敵）がそれぞれ二択のクイズのような形式になっていた。ちなみにステージセレクトの裏技も存在するが、このアイテム使い放題の裏技を使わないと実行できない。